# Psyrassa graciliatra
Psyrassa graciliatra är en skalbaggsart som beskrevs av Toledo 2006. Psyrassa graciliatra ingår i släktet Psyrassa och familjen långhorningar.
Artens utbredningsområde är Honduras. Inga underarter finns listade i Catalogue of Life.